# Saaxil

Regiões da Somalilândia, Saaxil

Saaxil (Sahel ou Sahil) é uma das seis regiões da auto-proclamada independente República da Somalilândia (antiga Somalilândia Britânica). Sua capital é a cidade de Berbera. A região é banhada pelo golfo de Adem e faz divisa com as regiões de Woqooyi Galbeed, Sanaag, Togdheer e Awdal. A região foi criada pelo governo da Somalilândia em 1996, que dividiu a tradicional região Somali de Woqooyi Galbeed em duas regiões: Saaxil, ao norte, e a própria Woqooyi Galbeed (posteriormente renomeada para Maroodi Jeex), ao sul.

## Distritos
Saaxil consiste em distritos:
- Berbera
- Bular
- Hagal
- Mandere
- Sheikh